# Autoritratto a Roma con il Colosseo
Autoritratto a Roma con il Colosseo è un dipinto su tavola dell'artista olandese Maarten van Heemskerck.

## Biografia
L'artista trascorse alcuni anni della sua gioventù in Italia, soprattutto a Roma. Nel 1553, in età matura, compì questa opera, che possiamo definire un doppio autoritratto in quanto è presente in primo piano il suo volto contemporaneo e nello sfondo il pittore giovane intento ad abbozzare il monumento capitolino, ricordando così la sua esperienza romana di venti anni prima.
L'artista dedicò parte delle sue opere alla rappresentazione delle sette meraviglie del mondo e nell'esecuzione di questo dipinto considerò l'Anfiteatro Flavio come l'ottavo.